# Auguste Placet
Auguste-Francisque Placet (* 14. Oktober 1816 in Thernes-Neuilly-sur-Seine (heute Paris); † 10. Dezember 1888) war ein französischer Violinist und Dirigent.
Placet war am Conservatoire de Paris Schüler von Ferdinand Gasse (Solfège), Paul Guérin (Violine) und Antonín Reicha (Kontrapunkt). 1834 wurde er im Wettbewerb um den Prix de Rome für die Kantate L’Entrée en loge nach einem Text von Jean-François Gail mit einer lobenden Erwähnung ausgezeichnet.
Im gleichen Jahr wurde er Mitglied des Orchesters der Pariser Oper, das von François-Antoine Habeneck geleitet wurde. 1838 wurde er Mitglied der Société des Concerts du Conservatoire, zugleich auch Bratscher am Théâtre-Italien und am Théâtre du Gymnase-Dramatique.
1848 erhielt Placet die Dirigentenstelle am neu eröffneten Théâtre-Lyrique. Von 1858 bis 1871 leitete er das Orchester des Casino in Dieppe, ab 1868 war er auch Dirigent am Théâtre des Arts in Rouen. In seinen letzten Lebensjahren war er Geiger am Eden-Théâtre in Paris.
| Personendaten    | Personendaten                        |
| ---------------- | ------------------------------------ |
| NAME             | Placet, Auguste                      |
| ALTERNATIVNAMEN  | Placet, Auguste-Francisque           |
| KURZBESCHREIBUNG | französischer Violinist und Dirigent |
| GEBURTSDATUM     | 14. Oktober 1816                     |
| GEBURTSORT       | Paris                                |
| STERBEDATUM      | 10. Dezember 1888                    |